# Viktor Pavlenko
Viktor Oleksijovyč Pavlenko (in ucraino Віктор Олексійович Павленко?; Kuban', 10 novembre 1886 – Kuban', 1932) è stato un politico e militare ucraino, maggior generale dell'esercito della Repubblica Popolare Ucraina.

## Biografia
Nato nel Kuban' nell'allora Impero russo, dopo essersi diplomato presso la scuola di volo di Kača, fu tenente colonnello dell'aviazione dell'esercito zarista dal 1914 al 1917. Nel maggio 1917 partecipò al primo congresso militare pan-ucraino, venendo eletto alla Rada Centrale. Fino al 1920 fu comandante dell'aeronautica militare della Repubblica Popolare Ucraina. Dopo la vittoria dei bolscevichi nella guerra sovietico-ucraina venne mandato in esilio fino al 1926, quando tornò nel Kuban' per lavorare in un kolchoz. Morì nel 1932 durante l'Holodomor. Nel 2020 gli è stata dedicata la 12ª Brigata Aerea dell'Esercito delle Forze terrestri ucraine.